# Dioptaz

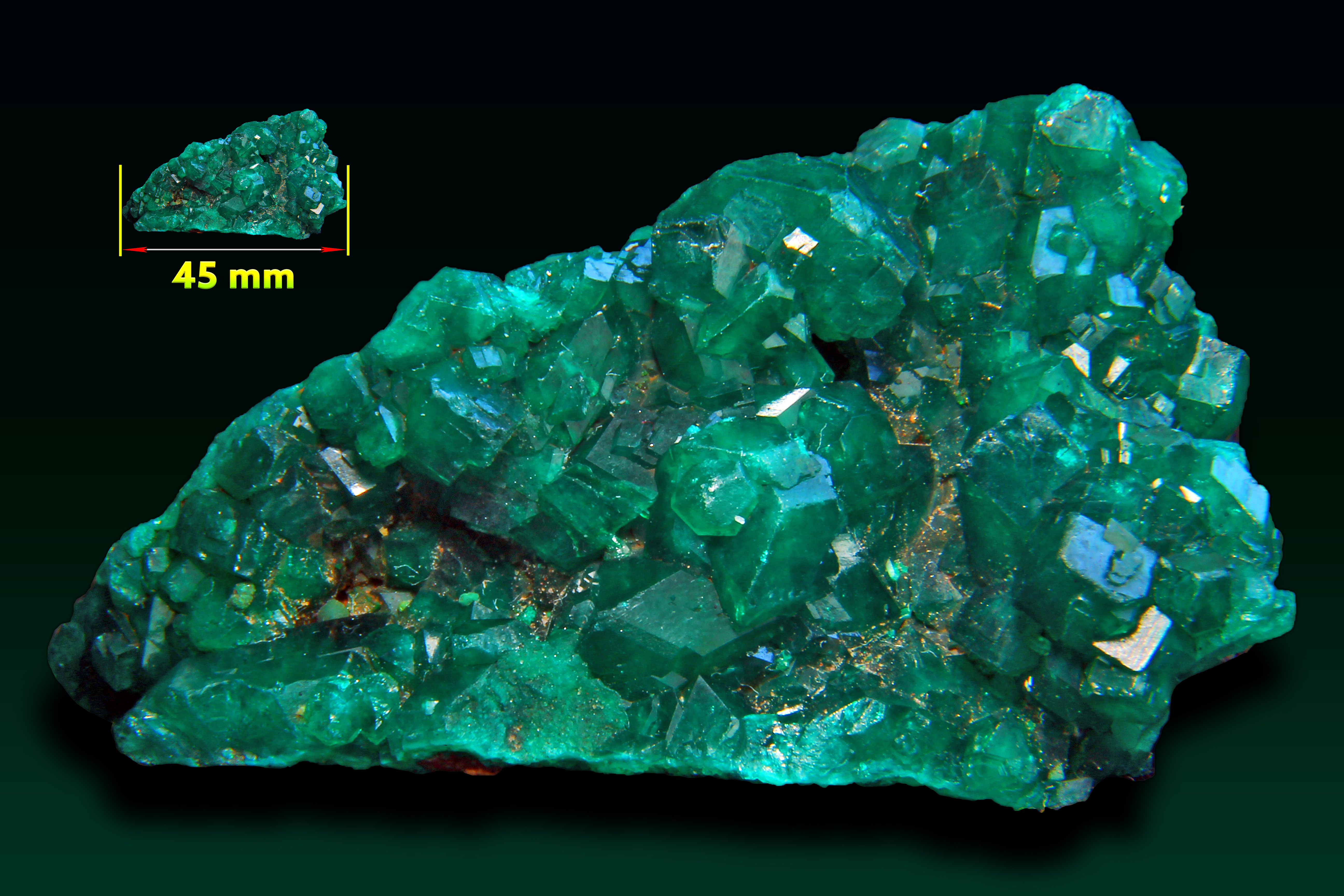
Dioptaz - Kapata Mine, Kolwezi, Dem. Rep. Kongo.

Dioptaz – minerał z gromady krzemianów pierścieniowych. Należy do grupy minerałów rzadkich.
Nazwa pochodzi od gr. dia = poprzez i optomai (optos) = widzenie (widziany).

## Właściwości
Tworzy kryształy krótkosłupowe o delikatnie prążkowanych ścianach zakończone romboedrami, niekiedy kryształy są pokroju izometrycznego. Występuje w skupieniach zbitych i ziarnistych. Prawidłowe kryształy (narosłe, dobrze wykształcone) spotykane są w druzach. Nie topi się w płomieniu dmuchawy, rozpuszcza się w amoniaku i kwasach. Jest kruchy, przezroczysty, przeświecający czasami zawiera domieszki żelaza. Sporadycznie wykazuje słaby pleochroizm w kolorach jasno i ciemnozielonej.   

## Występowanie
Minerał wtórny, występuje w strefie wietrzenia kruszców miedzi. Współwystępuje z kalcytem, chryzokolą, malachitem, limonitem, azurytem, duftytem, wulfenitem, cerusytem i kwarcem.
Miejsca występowania: Kazachstan, Namibia, Demokratyczna Republika Konga, Chile, USA, Peru, Rosja, Iran, Rumunia.

## Zastosowanie
- bardzo atrakcyjny kamień kolekcjonerski,
- czasami bywa stosowany w jubilerstwie do wyrobu biżuterii artystycznej (do początku XIX w. był uważany za odmianę szmaragdu),
- używany jako imitacja szmaragdu (ma znacznie mniejszą twardość) – najczęściej stosowany szlif brylantowy (kamienie przezroczyste) lub kaboszonowy (odmiany zbite, słabo przeświecające),
- używany do dekoracji przedmiotów użytkowych.